# Amy Dunne
Amy Elliott-Dunne(Née:Eliott) é a principal antagonista do best-seller de 2012 Gone Girl e de sua adaptação cinematográfica de 2014, escritos por Gillian Flynn. No filme, ela é retratada pela atriz britânica Rosamund Pike, que também é conhecida por seus papéis como Miranda Frost em Die Another Day (2002), Dr. Samantha Grimm em Doom (2005) e Samantha "Sam" Chamberlain em The World's End. Pike foi aclamada internacionalmente pelo papel de Amy, sendo nomeada ao BAFTA, Globo de Ouro, Screen Actors Guild e Oscar de Melhor Atriz em 2015 por seu desempenho.